# جامعة كاتانيا

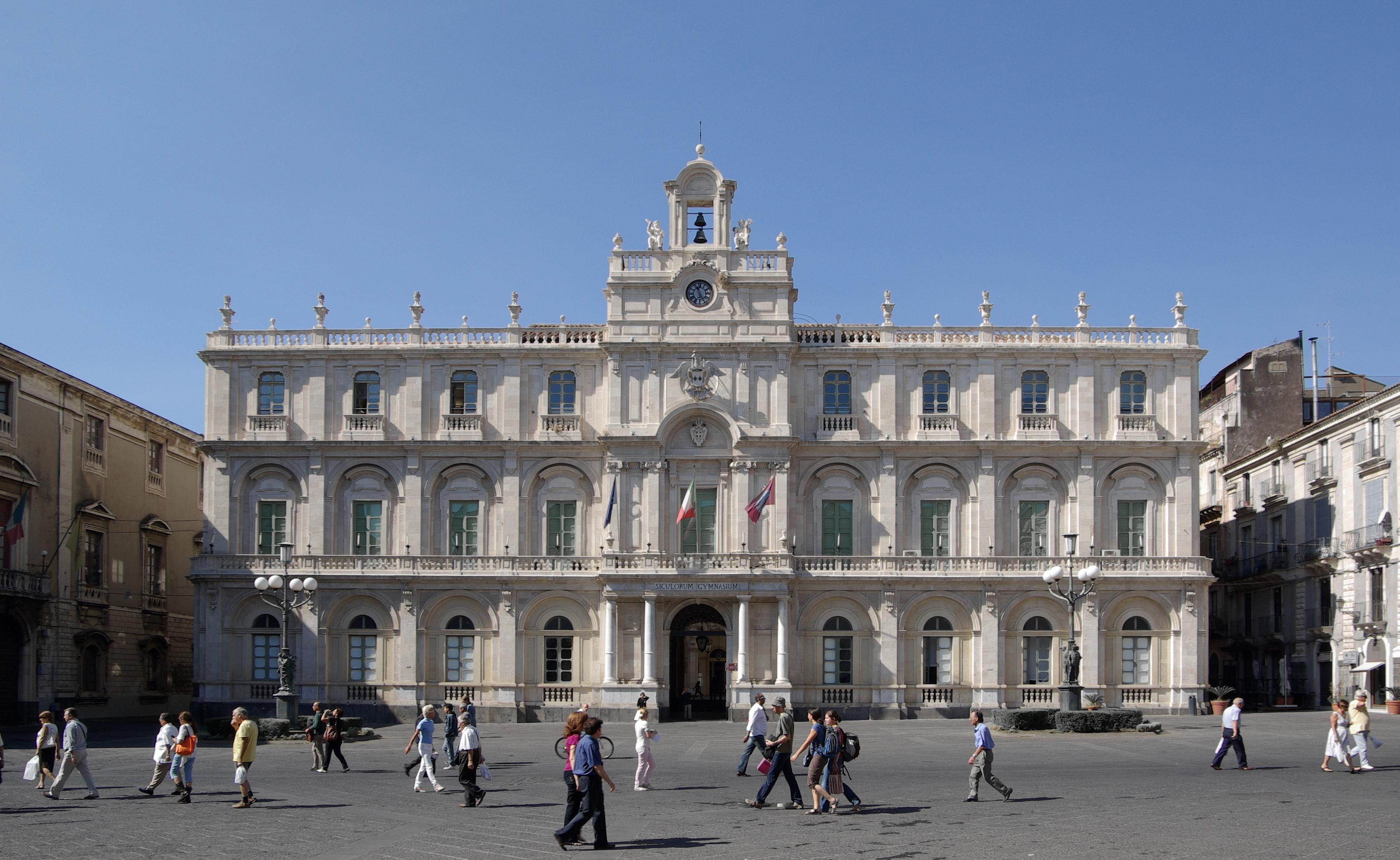
مقر إدارة الجامعة

جامعة كاتانيا (بالإيطالية: Università degli Studi di Catania) هي جامعة مقرها مدينة كاتانيا (قطانية) بجزيرة صقلية الإيطالية. تأسست سنة 1434، وهي بذلك أقدم جامعة في صقلية، والجامعة الثالثة عشرة من حيث القدم في إيطاليا، والتاسعة والعشرين في العالم. يدرس بجامعة كاتانيا حوالي 60 ألف طالب، وهي الجامعة الرئيسة في صقلية.

## تاريخ الجامعة
تأسست الجامعة بمرسوم من الملك ألفونسو الخامس ملك أراغون (الذي كان يلقب في الوقت ذاته بألفونسو الأول ملك صقلية) في 19 أكتوبر 1434، ثم جصلت الجامعة على اعتراف البابوية بعد عشر سنوات، من البابا إيجين الرابع في 18 أبريل 1444. قصد ألفونسو الخامس بلفتته هذه تعويض المدينة عن نقل عاصمة صقلية منها إلى باليرمو، بعد أن كان قد تأسس فيها بالفعل بلاط ملكي.
لم تبدأ الدراسة فعليًا إلا في عام 1445، وكان قوام الجامعة عند بدء الدراسة فيها ستة أساتذة وعشرة طلبة، وكانت الكليات الأولى في الجامعة هي كليات الطب، والفلسفة، والقانون الديني والمدني، واللاهوت.
مُنحت أول درجة علمية من الجامعة سنة 1449، وكانت من نصيب أنطونيو مانتيللو، من سرقوسة، وكان متوسط ما تمنحه الجامعة من الدرجات العلمية خلال القرن السادس عشر من 20 إلى 25 درجة علمية سنويًا.
كانت الجامعة في قرونها الباكرة تدار بواسطة بلدية كاتانيا، تحت إشراف أسقف كاتانيا، وتقع تحت حماية ملك البلاد، غير أن التعديل الذي أجراه الحاكم عام 1679 جعل الأسقف ـ الذي كان يعرف بالمستشار الأكبر (بالإيطالية: Gran Cancelliere) ـ هو المتصرف الأول في الجامعة؛ فكان له التحكم في المحاضرين وقبول الطلبة ومناهج الدراسة، وقد أدى ذلك إلى العديد من الصدامات بين السلطتين المدنية والدينية، وفي سنة 1818 نُقلت سلطات المستشار الأكبر إلى رئيس المحكمة المدنية العليا بدلًا من الأسقف.

## أسماء بارزة ارتبطت بالجامعة
- جوزيبي كولومبو: فيزيائي وفلكي وأحد مستشاري وكالة ناسا.
- جوفاني فيرغا: كاتب واقعي إيطالي.

## وصلات خارجية
- الموقع الرسمي للجامعة (النسخة الإنجليزية)